# Richard Swan
Richard Gordon Swan  (Nueva York, 21 de diciembre de 1933 -) es un matemático estadounidense que se especializa en álgebra, especialmente la teoría K algebraica que incluye el Teorema de Serre–Swan.

## Biografía
Swan obtuvo su doctorado Ph.D. en 1957 por la Universidad de Princeton bajo la supervisión de John Coleman Moore. Es  Profesor Emérito de Matemáticas de la Universidad de Chicago. Entre sus estudiantes doctorales en Chicago se encuentra a Charles Weibel, también conocido por su trabajo en la Teoría K.

## Libros y publicaciones
- Swan, R. G. (1964). The Theory of Sheaves. Chicago lectures in mathematics. Chicago: The University of Chicago Press.
- Swan, R. G. (1968). Algebraic K-theory. Lecture Notes in Mathematics. 76. Berlin, New York: Springer-Verlag. MR 0245634. doi:10.1007/BFb0080281.
- Swan, Richard G. (1970). K-theory of finite groups and orders. Lecture Notes in Mathematics. 149. Notes by E. Graham Evans. Berlin, New York: Springer-Verlag. MR 0308195. doi:10.1007/BFb0059150.

## Premios y reconocimientos
- Premio Cole (1970)